# Грациан
Фла́вий Грациа́н (лат. Flavius Gratianus, 359—383 гг.) — император западной части Римской империи в 375—383 гг.
Грациан был провозглашён отцом, императором Валентинианом I, соправителем Римской империи на западе с титулом августа в 367 году. В 375 году после смерти отца он стал правящим императором в возрасте 16 лет. Одним из самых значительных его деяний в качестве правителя было назначение в 379 году военачальника Феодосия (получившего прозвище Великий) императором восточной части Римской империи. 24-летний Грациан был убит заговорщиками в Галлии в результате военного мятежа Магна Максима.
По случаю посещения Грацианом был переименован галльский город Куларо. Отсюда происходит его современное название — Гренобль.

## Начальная биография
Флавий Грациан родился 18 апреля 359 года в Сирмии (совр. сербский Сремска Митровица) в семье римского офицера в ранге трибуна Валентиниана и Марины Севиры. Его назвали в честь деда, отца Валентиниана, который командовал войсками в должности комита в Африке и затем в Британии.. В 364 году армия провозгласила популярного военачальника Валентиниана римским императором. Валентиниан избрал себе для правления Запад, а восточную часть Римской империи отдал своему брату Валенту, которого сделал императором-соправителем. В 366 году семилетний Грациан был назначен консулом.
В 367 году Валентиниан тяжело заболел в Галлии во время кампании против вторгшихся аламаннов. Среди его военачальников сразу же разгорелись споры по выбору нового императора на место умирающего правителя. Как только Валентиниан поправился, он вызвал Грациана к себе в военный лагерь и, стремясь сохранить преемственность власти, провозгласил 8-летнего сына своим соправителем с титулом августа, то есть полноправным императором. Современник событий Аммиан Марцеллин подробно описал процедуру избрания Грациана в императоры:

«Валентиниан по прибытии Грациана выступил на военное поле, взошёл на трибунал и, окружённый блестящим кольцом высших сановников, вывел сына за руку на середину собрания и рекомендовал войску предназначенного в императоры […] Валентиниан ещё не успел окончить свою речь, как солдаты, выслушав его слова с радостным согласием, спеша каждый со своего места один перед другим признать пользу дела и выразить свою радость, объявили Грациана Августом, примешивая сочувственный стук оружия к торжественному звуку труб. Увидев это, Валентиниан преисполнился радостью, надел на сына корону и облачение высочайшего сана.»

Грациан был титулован сразу августом в галльском городе Амбианы, что, по словам Марцеллина, стало нарушением обычая даровать детям титул цезаря, который по статусу давал правящему императору меньшие полномочия, чем высший титул августа. На монетах, выпущенных в честь Грациана в Арелате, он был назван «Славой Нового Века» (лат. GLORIA NOVI SAECVLI). Валентиниан стал готовить сына к браздам правления. Он взял его в 368 году в поход на германцев за Рейн, где Грациан постоянно находился среди солдат. Воспитателем Грациану определили ритора и известного поэта Авсония, который сопровождал титулованного мальчика в военных походах отца, сумел дать ему неплохое образование и даже привил интерес к сочинению стихов.
После развода с Мариной Севирой около 370 года Валентиниан взял в жёны Юстину, от которой на следующий год у него родился сын, тоже Валентиниан.
В 374 году 15-летнего Грациана женили на Констанции, дочери императора Констанция II (правил в 337—361 гг.). Местом жительства Грациана была императорская резиденция в Тревирах.

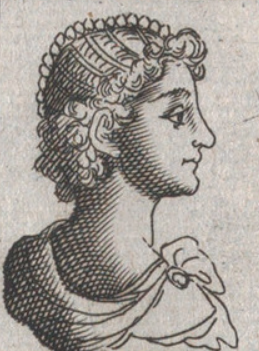
Констанция — первая жена Грациана

## Правление

### Приход к власти.375 год
Император Валентиниан I неожиданно скончался 17 ноября 375 года в Паннонии в начале военной кампании против племени квадов за Дунаем. Таким образом остался только один император Запада — Грациан. Император Востока Валент, который мог бы организовать спокойную передачу власти, находился в далёкой Сирии. 16-летний Грациан находился также далеко, в Тревирах. Полководцы Валентиниана I под предлогом предупреждения волнений в армии решили сделать императором 4-летнего Флавия Валентиниана, проживавшего с матерью на вилле в 100 милях от места событий.
22 ноября 375 года единокровный брат Грациана Валентиниан был провозглашён в армейском лагере Брегицион (на территории совр. Венгрии) императором Запада, соправителем Грациана. Аммиан Марцеллин сообщил о реакции Грациана на избрание военачальниками нового императора:

«В ту пору предполагали, что Грациан будет недоволен, что без его разрешения поставлен другой государь; но впоследствии исчезли всякие опасения: братья жили в полном согласии, и Грациан, как человек благожелательный и рассудительный, нежно любил своего брата и прилагал все заботы для его воспитания.»

По словам Зосима, правящая при юных императорах свита разделила сферы влияния. К домену Грациана отходили Галлия, Испания и Британия, Валентиниан же должен был править Италией, Иллириком и африканскими провинциями. При Валентиниане делами распоряжались его мать Юстина и префект Проб, однако контроль за всей армией Западной Римской империи сохранялся за Грацианом.

### Войны с варварами
В 377 году восставшие готские племена захватили территорию Фракии и Мезии (так называемая Готская война 377—382 годов). Император Востока Валент II попросил военную помощь у племянника, императора Грациана. Тот отправил на помощь дяде легионы из Паннонии под началом Фригерида и отряды из Галлии под началом начальника императорской гвардии Рихомера. Этих сил оказалось недостаточно, чтобы разгромить готов, и тогда в следующем году Грациан сам решил возглавить войска, направленные против варваров. Вторжение в Галлию в феврале 378 года аламаннского племени лентиензов через верхний Рейн задержало его поход во Фракию.
Полководцы Грациана Нанниен и Маллобавд полностью разгромили 30—40-тысячное войско лентиензов при Аргентарии. После этого Грациан повёл армию в их земли за Рейн, где после упорных сражений заставил варваров покориться и принять римские условия мира. Аммиан Марцеллин высоко оценил заслуги молодого императора: «Эту победу, столь вовремя пришедшую и важную по своим последствиям в том смысле, что она ослабила силу сопротивления у западных народов, одержал по мановению вечного бога Грациан благодаря своей прямо невероятной энергии.».
Грациан после победы над лентиензами двинулся на соединение с Валентом, однако последний ввязался в генеральное сражение с готами, не дождавшись подхода западных легионов. 9 августа 378 года в битве под Адрианополем римская армия была разбита, а император Валент погиб.
По заведенному в империи порядку Грациан должен был назначить соправителя для управления Восточной частью Римской империи, причем ввиду сложившейся обстановки желательно из числа людей, обладавших военными талантами. Своему формальному соправителю в Западной империи, малолетнему брату Валентиниану, Грациан не рискнул доверить власть над Востоком. По мнению историка Дэвида Вудса, у Грациана фактически не было выбора, поскольку все его полководцы, судя по именам, были родом из варваров, и только командующий войсками в Иллирике Флавий Феодосий происходил из благородной римской семьи.

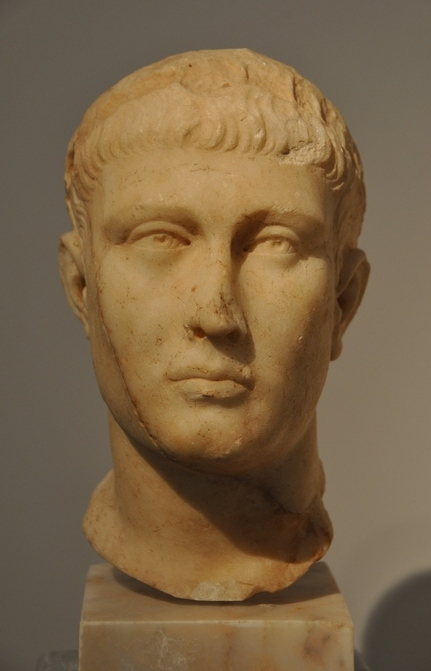
Феодосий I Великий — император Востока, поставленный Грацианом на смену погибшему Валенту

19 января 379 года в Сирмии Грациан провозгласил Феодосия императором восточной части Римской империи и после первых побед последнего над варварами вернулся летом 379 года в Августу Треверорум (современный Трир). Вскоре он перенёс свою столицу из Галлии на север Италии, в Медиолан.

### Укрепление христианства на Западе
В Медиолане Грациан попал под влияние епископа Амвросия, который ещё раньше склонил 20-летнего императора к никейской форме христианства (получившей при Феодосии Великом определение «католической», или «православной», веры).
Грациан был первым римским императором, отказавшимся в начале правления от предложения римских жрецов принять священный титул Великого Понтифика, считая его несовместимым с христианской верой. Законы в 376—377 гг. от его имени направлены против еретических течений в христианстве. Император был с раннего детства очень набожным.
В 381 году он приказал вынести алтарь и статую Победы из здания римского Сената, а позднее конфисковать имущество религиозных языческих объединений, лишив их государственных субсидий. В том же году Грациан созвал в Аквилее собор, на котором фактически было осуждено арианство в иллирийских провинциях империи.. В частных письмах к своему наставнику Св. Амвросию Грациан обнаруживает искреннее желание разобраться в вопросах веры и строго следовать принципам христианского учения.
Хотя главную заслугу в деле превращения христианства в государственную религию Римской империи христианские историки отдают Феодосию Великому, Грациан также сделал немало для утверждения христианства никейской формы на западе империи.

### Гибель Грациана.383 год

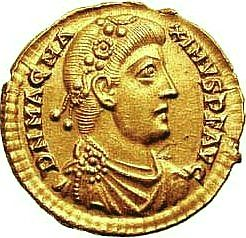
Магн Максим — узурпатор одержавший победу над Грацианом

Весной или летом 383 года скончалась Констанция, первая жена Грациана. Тем же летом император взял в жёны Лету, имя которой упомянуто только в истории Зосимы. Их брак длился считанные дни из-за мятежа Магна Максима.
В 383 году римский полководец в Британии Магн Максим, провозглашённый своими солдатами императором, высадился в устье Рейна. Часть Германской армии перешла на его сторону. По словам Зосима и Аврелия Виктора, римские солдаты в Галлии винили Грациана в усилении варварского элемента в армии:

«Он пренебрегал военным делом и предпочитал старому римскому войску небольшие отряды аланов, которых привлекал на свою службу за очень большие деньги, и настолько увлекался общением с варварами и чуть ли не дружбой с ними, что иногда даже выступал (в народе) в варварском одеянии, чем вызвал к себе ненависть среди солдат.»

Армия Грациана встретилась с войском Максима под Парижем. Небольшие столкновения продолжались 5 дней, затем к узурпатору перешла мавретанская конница Грациана, остальные его солдаты также стали склоняться к переходу. Проспер Аквитанский сообщил об измене командующего армией Грациана, франка Меробавда. Другой военачальник Грациана, Валлий, был казнён Максимом. Грациан бежал от своей армии с конным отрядом в 300 всадников.
Источники по-разному передают обстоятельства гибели Грациана. По Зосиме, Грациан бежал на восток. В погоню за ним Максим отправил своего начальника конницы Андрагафия, который настиг императора в Верхней Мезии и убил на мосту в Сигидуне (совр. Белград).
Однако другие авторы свидетельствуют, что Грациан погиб 25 августа 383 года под Лугдунумом (совр. франц. Лион).
Сократ Схоластик привёл такой рассказ о гибели Грациана:

«Вождь Максима Андрагафий, устроив возимые мулами носилки, похожие на ложе, скрылся в них и приказал страже разглашать всем, что едет супруга царя Грациана. В таком виде встретился он с царем, который тогда близ галльского города Лугдуна переправлялся через реку. Поверив, что действительно едет его супруга, Грациан не предостерегся от обмана и впал в руки врага, как слепой в яму, ибо Андрагафий быстро выскочил из носилок и умертвил его.»

Грациан погиб в 24 года, не оставив детей. Власть над Западом Римской империей разделили по мирному соглашению между собой узурпатор Магн Максим и сводный брат Грациана император Валентиниан, который удержался у власти только благодаря энергичным действиям своего полководца Баудона.

## Личность Грациана
Аврелий Виктор и Аммиан Марцеллин оставили развёрнутые характеристики личности Грациана. По словам Марцеллина, молодой император отличался способностями и мягким характером, но под влиянием дурного окружения слишком увлекался охотой и другими забавами в ущерб государственной деятельности. Аврелий Виктор согласен с этим:

«Грациан был образованным выше среднего уровня человеком, слагал стихи, красиво говорил, умел разбираться в контроверсиях по правилам риторики, днем и ночью он был занят ни чем другим, как упражнением в метании копья, считая за величайшее удовольствие и за божественное искусство, если попадал в цель. Он был очень умерен в пище и в отношении сна и преодолевал в себе пристрастие к вину и плотским наслаждениям и был бы полон всякой добродетели, если бы направил свой ум к познанию искусства управления государством; но он чуждался этого не только по своей нелюбви к этому занятию, но и уклоняясь от практики.»